# National Basketball League 2022-2023
La National League Basketball 2022-2023 è stata la 45ª edizione della National Basketball League, la massima lega di basket australiana.

## Squadre partecipanti
- Adelaide 36ers
- Brisbane Bullets
- Cairns Taipans
- Illawarra Hawks
- Melbourne United
- N.Z. Breakers
- Perth Wildcats
- SE Melb. Phoenix
- Sydney Kings
- Tasmania JackJ.

## Regular Season

### Classifica
|     | Squadra          | G  | V  | P  | PF    | PS    |
| --- | ---------------- | -- | -- | -- | ----- | ----- |
| 1.  | Sydney Kings     | 28 | 19 | 9  | 2.679 | 2.468 |
| 2.  | N.Z. Breakers    | 28 | 18 | 10 | 2.423 | 2.246 |
| 3.  | Cairns Taipans   | 28 | 18 | 10 | 2.455 | 2.376 |
| 4.  | Tasmania JackJ.  | 28 | 16 | 12 | 2.385 | 2.305 |
| 5.  | SE Melb. Phoenix | 28 | 15 | 13 | 2.553 | 2.512 |
| 6.  | Perth Wildcats   | 28 | 15 | 13 | 2.580 | 2.568 |
| 7.  | Melbourne United | 28 | 15 | 13 | 2.434 | 2.424 |
| 8.  | Adelaide 36ers   | 28 | 13 | 15 | 2.546 | 2.597 |
| 9.  | Brisbane Bullets | 28 | 8  | 20 | 2.365 | 2.600 |
| 10. | Illawarra Hawks  | 28 | 3  | 25 | 2.261 | 2.585 |

## Play-In

### S.E. Melbourne - Perth
| Melbourne 9 febbraio 2023, ore 18:30                                             | SE Melb. Phoenix | 99 – 106 (22-18, 29-29, 25-18, 23-41) | Perth Wildcats | John Cain Arena (5.176 spett.) |
| Creek 24 Punti Cotton 26 Browne 5 Assist Thomas 8 Williams 17 Rimbalzi Travers 9 |                  |                                       |                |                                |
|                                                                                  |                  |                                       |                |                                |
| Creek 24                                                                         | Punti            | Cotton 26                             |                |                                |
| Browne 5                                                                         | Assist           | Thomas 8                              |                |                                |
| Williams 17                                                                      | Rimbalzi         | Travers 9                             |                |                                |

### Cairns - Tasmania
| Cairns 9 febbraio 2023, ore 19:30                                                | Cairns Taipans | 79 – 87 (16-25, 21-21, 18-19, 24-22) | Tasmania JackJ. | Cairns Convention Centre (3.670 spett.) |
| Tahjere 24 Punti Doyle 25 Hogg 4 Assist Doyle , Kelly 4 Hogg 8 Rimbalzi Kelly 12 |                |                                      |                 |                                         |
|                                                                                  |                |                                      |                 |                                         |
| Tahjere 24                                                                       | Punti          | Doyle 25                             |                 |                                         |
| Hogg 4                                                                           | Assist         | Doyle, Kelly 4                       |                 |                                         |
| Hogg 8                                                                           | Rimbalzi       | Kelly 12                             |                 |                                         |

### Cairns - Perth
| Cairns 12 febbraio 2023, ore 13:00                                                | Cairns Taipans | 91 – 78 (25-19, 27-24, 19-16, 20-19) | Perth Wildcats | Cairns Convention Centre (3.020 spett.) |
| Hogg 32 Punti Cotton 19 Scott 8 Assist Cotton 10 Waardenburg 10 Rimbalzi Manek 10 |                |                                      |                |                                         |
|                                                                                   |                |                                      |                |                                         |
| Hogg 32                                                                           | Punti          | Cotton 19                            |                |                                         |
| Scott 8                                                                           | Assist         | Cotton 10                            |                |                                         |
| Waardenburg 10                                                                    | Rimbalzi       | Manek 10                             |                |                                         |

## Playoffs

### New Zealand - Tasmania
RISULTATO FINALE: 2-1
| Auckland 12 febbraio 2023, ore 18:00 Gara 1                                         | N.Z. Breakers | 88 – 68 (19-12, 20-25, 26-17, 23-14) | Tasmania JackJ. | Spark Arena (5.479 spett.) |
| Pardon 15 Punti Kelly 12 McDowell-White 7 Assist Doyle 4 Pardon 9 Rimbalzi Kenyon 6 |               |                                      |                 |                            |
|                                                                                     |               |                                      |                 |                            |
| Pardon 15                                                                           | Punti         | Kelly 12                             |                 |                            |
| McDowell-White 7                                                                    | Assist        | Doyle 4                              |                 |                            |
| Pardon 9                                                                            | Rimbalzi      | Kenyon 6                             |                 |                            |

| Hobart 16 febbraio 2023, ore 19:30 Gara 2                                                    | Tasmania JackJ. | 89 – 78 (18-14, 24-28, 22-18, 25-18) | N.Z. Breakers | MyState Bank Arena (4.293 spett.) |
| Doyle 23 Punti Brown 19 Doyle 5 Assist McDowell-White 4 Kenyon , Magnay 6 Rimbalzi Pardon 11 |                 |                                      |               |                                   |
|                                                                                              |                 |                                      |               |                                   |
| Doyle 23                                                                                     | Punti           | Brown 19                             |               |                                   |
| Doyle 5                                                                                      | Assist          | McDowell-White 4                     |               |                                   |
| Kenyon, Magnay 6                                                                             | Rimbalzi        | Pardon 11                            |               |                                   |

| Auckland 19 febbraio 2023, ore 18:00 Gara 3                                                       | N.Z. Breakers | 92 – 77 (21-25, 28-17, 18-22, 25-13) | Tasmania JackJ. | Spark Arena (6.410 spett.) |
| Brown 32 Punti McVeigh 22 McDowell-White 4 Assist Doyle , Krslovic 3 Pardon 14 Rimbalzi McVeigh 7 |               |                                      |                 |                            |
|                                                                                                   |               |                                      |                 |                            |
| Brown 32                                                                                          | Punti         | McVeigh 22                           |                 |                            |
| McDowell-White 4                                                                                  | Assist        | Doyle, Krslovic 3                    |                 |                            |
| Pardon 14                                                                                         | Rimbalzi      | McVeigh 7                            |                 |                            |

### Sydney - Cairns
RISULTATO FINALE: 2-1
| Sydney 15 febbraio 2023, ore 19:30 Gara 1                                      | Sydney Kings | 95 – 87 (25-26, 25-33, 27-10, 18-18) | Cairns Taipans | Qudos Bank Arena (7.367 spett.) |
| Cooks 27 Punti Hogg 24 Walton 5 Assist Scott 7 Cooks 14 Rimbalzi Waardenburg 7 |              |                                      |                |                                 |
|                                                                                |              |                                      |                |                                 |
| Cooks 27                                                                       | Punti        | Hogg 24                              |                |                                 |
| Walton 5                                                                       | Assist       | Scott 7                              |                |                                 |
| Cooks 14                                                                       | Rimbalzi     | Waardenburg 7                        |                |                                 |

| Cairns 17 febbraio 2023, ore 18:30 Gara 2                                         | Cairns Taipans | 93 – 82 (27-19, 27-22, 17-14, 22-27) | Sydney Kings | Cairns Convention Centre (4.626 spett.) |
| Hogg 25 Punti Walton 22 McCall 7 Assist Walton 6 Waardenburg 10 Rimbalzi Simon 10 |                |                                      |              |                                         |
|                                                                                   |                |                                      |              |                                         |
| Hogg 25                                                                           | Punti          | Walton 22                            |              |                                         |
| McCall 7                                                                          | Assist         | Walton 6                             |              |                                         |
| Waardenburg 10                                                                    | Rimbalzi       | Simon 10                             |              |                                         |

| Sydney 19 febbraio 2023, ore 14:00 Gara 3                                                 | Sydney Kings | 79 – 64 (20-26, 28-13, 14-19, 17-6) | Cairns Taipans | Qudos Bank Arena (7.123 spett.) |
| Vasiljevic 15 Punti Ayre 20 Walton 9 Assist Ayre 4 Cooks , Noi 11 Rimbalzi Waardenburg 12 |              |                                     |                |                                 |
|                                                                                           |              |                                     |                |                                 |
| Vasiljevic 15                                                                             | Punti        | Ayre 20                             |                |                                 |
| Walton 9                                                                                  | Assist       | Ayre 4                              |                |                                 |
| Cooks, Noi 11                                                                             | Rimbalzi     | Waardenburg 12                      |                |                                 |

### Sydney - New Zealand
RISULTATO FINALE: 3-2
| Sydney 3 marzo 2023, ore 19:30 Gara 1                                                                       | Sydney Kings | 87 – 95 (23-30, 20-24, 27-22, 17-19) | N.Z. Breakers | Qudos Bank Arena (13.145 spett.) |
| Simon 18 Punti Brown , McDowell-White 19 Walton 6 Assist McDowell-White 9 Simon 6 Rimbalzi McDowell-White 9 |              |                                      |               |                                  |
| |              |                                      |               |                                  |
| Simon 18 | Punti        | Brown, McDowell-White 19             |               |                                  |
| Walton 6 | Assist       | McDowell-White 9                     |               |                                  |
| Simon 6 | Rimbalzi     | McDowell-White 9                     |               |                                  |

| Auckland 5 marzo 2023, ore 18:00 Gara 2                                            | N.Z. Breakers | 74 – 81 (9-21, 21-13, 11-23, 33-24) | Sydney Kings | Spark Arena (8.429 spett.) |
| Brown 21 Punti Noi 20 McDowell-White 4 Assist Bruce 3 Pardon 11 Rimbalzi Hunter 10 |               |                                     |              |                            |
|                                                                                    |               |                                     |              |                            |
| Brown 21                                                                           | Punti         | Noi 20                              |              |                            |
| McDowell-White 4                                                                   | Assist        | Bruce 3                             |              |                            |
| Pardon 11                                                                          | Rimbalzi      | Hunter 10                           |              |                            |

| Sydney 10 marzo 2023, ore 19:30 Gara 3                                                                            | Sydney Kings | 91 – 68 (22-24, 21-23, 24-12, 24-9) | N.Z. Breakers | Qudos Bank Arena (18.049 spett.) |
| Vasiljevic 15 Punti McDowell-White 11 Walton 9 Assist Brown , Le'afa 3 Cooks 8 Rimbalzi Le'afa , McDowell-White 6 |              |                                     |               |                                  |
| |              |                                     |               |                                  |
| Vasiljevic 15 | Punti        | McDowell-White 11                   |               |                                  |
| Walton 9 | Assist       | Brown, Le'afa 3                     |               |                                  |
| Cooks 8 | Rimbalzi     | Le'afa, McDowell-White 6            |               |                                  |

| Auckland 12 marzo 2023, ore 18:00 Gara 4                                                                      | N.Z. Breakers | 80 – 70 (18-12, 21-15, 15-25, 26-18) | Sydney Kings | Spark Arena (9.742 spett.) |
| Brantley 23 Punti Walton 18 McDowell-White 5 Assist Walton 4 Loe , Pardon , McDowell-White 6 Rimbalzi Simon 7 |               |                                      |              |                            |
| |               |                                      |              |                            |
| Brantley 23                                                                                                   | Punti         | Walton 18                            |              |                            |
| McDowell-White 5                                                                                              | Assist        | Walton 4                             |              |                            |
| Loe, Pardon, McDowell-White 6                                                                                 | Rimbalzi      | Simon 7                              |              |                            |

| Sydney 15 marzo 2023, ore 19:30 Gara 5                                               | Sydney Kings | 77 – 69 (11-22, 24-14, 21-20, 21-13) | N.Z. Breakers | Qudos Bank Arena (18.124 spett.) |
| Walton 21 Punti Brown 22 Walton 6 Assist McDowell-White 5 Cooks 11 Rimbalzi Pardon 9 |              |                                      |               |                                  |
|                                                                                      |              |                                      |               |                                  |
| Walton 21                                                                            | Punti        | Brown 22                             |               |                                  |
| Walton 6                                                                             | Assist       | McDowell-White 5                     |               |                                  |
| Cooks 11                                                                             | Rimbalzi     | Pardon 9                             |               |                                  |

## Vincitore
| Campioni NBL 2022-2023   |
| ------------------------ |
| Sydney Kings (5º titolo) |

## Statistiche
| Categoria           | Giocatore       | Squadra                      | Stat  |
| ------------------- | --------------- | ---------------------------- | ----- |
| Punti per gara      | Bryce Cotton    | Perth Wildcats               | 23,5  |
| Rimbalzi per gara   | Alan Williams   | South East Melbourne Phoenix | 9,6   |
| Assist per gara     | Gary Browne     | South East Melbourne Phoenix | 6,5   |
| Efficienza per gara | Tyrell Harrison | Brisbane Bullets             | 80,0% |

## Premi
- NBL Most Valuable Player: Xavier Cooks, Sydney Kings
- NBL Defensive Player of the Year: Antonius Cleveland, Adelaide 36ers
- NBL Most Improved Player of the Year: Keanu Pinder, Cairns Taipans
- NBL 6th Man of the Year: Barry Brown, New Zealand Breakers
- NBL Rookie of the Year: Sam Waardenburg, Cairns Taipans
- NBL Finals MVP: Derrick Walton, Sydney Kings
- NBL Coach of the Year: Adam Forde, Cairns Taipans
- NBL Executive of the Year: Mark Beecroft, New Zealand Breakers
- NBL Fans MVP: Kai Sotto, Adelaide 36ers

- All-NBL First Team
  - Bryce Cotton, Perth Wildcats
  - Derrick Walton, Sydney Kings
  - Mitch Creek, South East Melbourne Phoenix
  - Xavier Cooks, Sydney Kings
  - Milton Doyle, Tasmania JackJumpers

- All-NBL Second Team
  - Keanu Pinder, Cairns Taipans
  - Dererk Pardon, New Zealand Breakers
  - Chris Goulding, Melbourne United
  - Barry Brown, New Zealand Breakers
  - D.J. Hogg, Cairns Taipans